# اویو رگو
اویو رگو (انگلیسی: Aviv Regev; July 11, 1971 – ) دانشمند در زمینه بیوانفورماتیک اهل اسرائیل بود.